# Macromeracis schlingeri
Macromeracis schlingeri är en tvåvingeart som beskrevs av James 1975. Macromeracis schlingeri ingår i släktet Macromeracis och familjen vapenflugor. Inga underarter finns listade i Catalogue of Life.